# Anabela Atijas

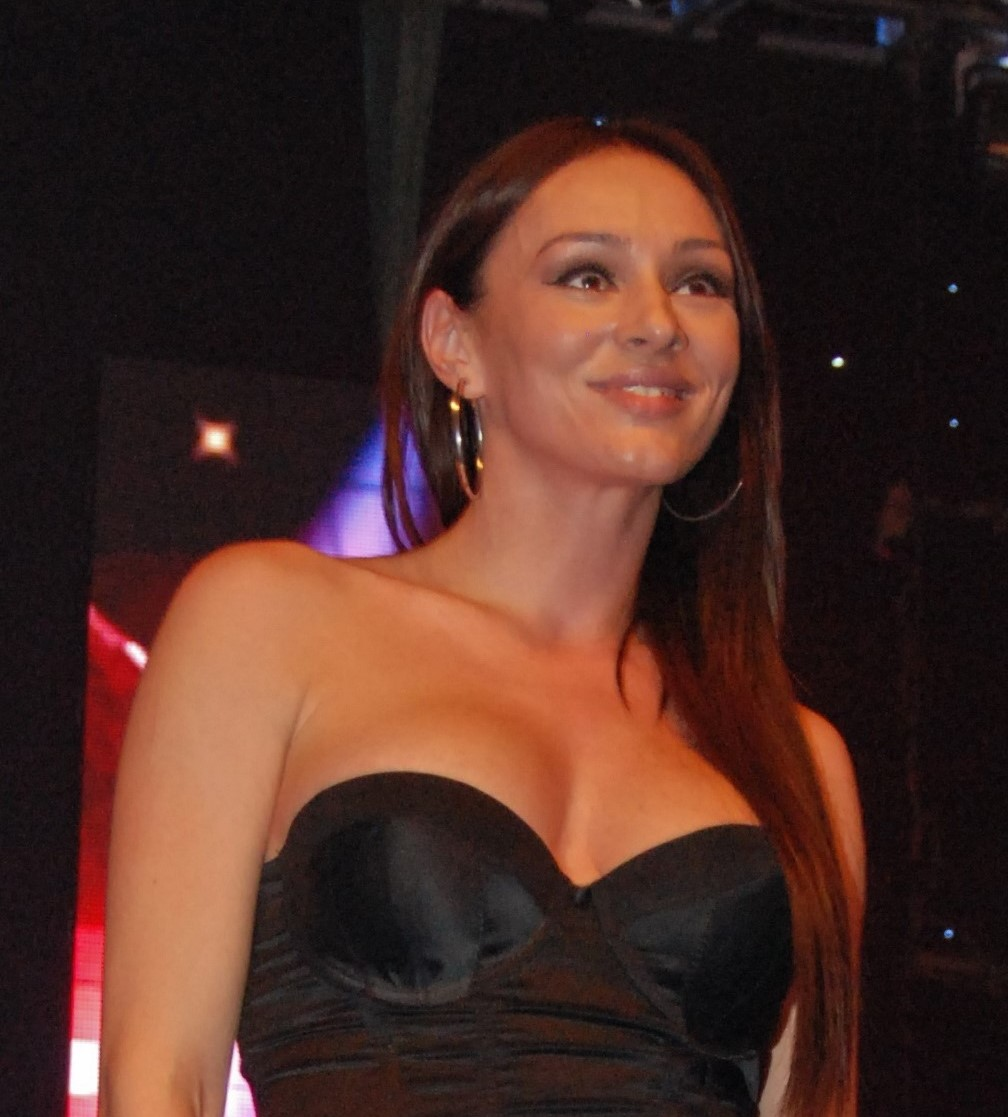
Anabela Atijas (2011)

Anabela Atijas (* 26. Januar 1975 in Goražde, Bosnien-Herzegowina, geboren als Anabela Bukva) ist eine bosnische Pop-Sängerin, die unter ihrem Vornamen Anabela auftritt. Sie wurde als Mitglied des Duos Funky G bekannt. Anabela besitzt die bosnische und die serbische Staatsbürgerschaft.

## Leben und Karriere

### Kindheit und Jugend (1975–1990)
Anabela Atijas (gebürtig Anabela Bukva) ist die Tochter von Ahmed Bukva und Jadranka Polutak. Ihr Vater ist Bosniake, ihre Mutter bosnische Serbin. Als Anabela 4 Jahre alt war, ließen sich die Eltern scheiden,  Anabela blieb auf eigenen Wunsch beim Vater Ahmed, mit dem sie häufig gemeinsam musizierte, sie sang zu seinem Gitarrenspiel.

### Bosnien-Krieg und Funky G (1990–2009)
1990 verbrachte Anabela mit ihrem damaligen Freund Nikola in der Schweiz, der im kurz darauf ausbrechenden Bürgerkrieg in Jugoslawien getötet wurde. Anabela blieb vorübergehend in der Schweiz, da sie wegen Grenzsperrungen nicht zurück nach Bosnien konnte. Sie übersiedelte nach Belgrad, um besser Kontakt zu ihrer Familie in Bosnien halten zu können. Dort arbeitete sie als Sekretärin und nahm Kurse in der Tanzschule Djogani Dance School. Dort verliebte sie sich in den Tanzlehrer Gagi Djogani, der 1993 mit ihr eine Gruppe unter dem Namen Funky G gründete. Ursprünglich als Girlgroup geplant nahmen sie die Single Samo u snu (Nur im Traum) 1993 auf. Diese wurde von Knez und dem Rapper Milan 011 geschrieben. Beide legten Djogani nahe, das Projekt in ein Duo umzuformen und Anabela als einzige Sängerin zu behalten.
Danach übersiedelte Anabela auf Einladung ihrer Mutter vorübergehend nach Schweden, wo sie den Flüchtlingsstatus erhielt. Gagi Djogani blieb in Serbien und ersetzte Anabela durch eine andere Sängerin. Djogani überredete sie dazu, nach Serbien zurückzukehren und wieder an Projekten mit Funky G zu arbeiten. Funky G wurde inzwischen in vielen Clubs und Lokalen gespielt und die Band wurde von einem großen Teil der Bevölkerung mit Anabela in Verbindung gebracht. Fortan war sie das Gesicht der Girlgroup. Um sich für weitere Projekte vorzubereiten, nahm Anabela Gesangsstunden und spielte das zweite Album von Funky G ein. In der Folge veröffentlichte das Duo acht weitere Alben und drei Kompilationen.
Die beiden wurden auch privat ein Paar. Mit Gagi Djogani hat Anabela die Töchter Luna (* 1996), die heute ebenfalls eine beliebte Sängerin ist, und Nina (* 2005). Das Paar war verheiratet, trennte sich jedoch im Jahr 2009. Funky G veröffentlichte noch ein weiteres Album mit Marina Uzelac, löste sich dann aber 2012 auf.

### Solokarriere (seit 2009)
Anabela startete anschließend eine Solokarriere. Nach einem ersten Song nahm sie an der 4. Staffel von Big Brother VIP Serbia (im Original: Veliki Brat VIP) teil und belegte dort den zweiten Platz. 2010 erschien ihr erstes und bisher einziges Soloalbum Igra sudbine (Spiel des Schicksals).
Anabela heiratete später den bosnischen Unternehmer Andrej Atijas, mit dem sie eine weitere Tochter hat. Die Ehe scheiterte 2019.

## Diskografie
Soloalben
- 2010: Igra sudbine (City Records)

Singles (Auswahl)
- 2010: Piće Za Drugare (Original: Babi Minune – Sus Pe Mese)
- 2010: Sto Ratopva (mit Mia Borisavljević)
- 2015: Beograd (mit DJ Shone & Elitni Odredi)
- 2015: Preventiva (mit Boban Rajović)
- 2015: Noćna Patrola
- 2017: Zabranjeno
- 2020: Ples Sa Vukovima
- 2022: Ja Sve, Ti Ne (mit NecOne)
- 2023: U Januaru

Gastbeiträge
- 2012: Mirko Gavrić – Paparazzi (Album: Zrno)
- 2014: MC Knele – Ljubav Zna (feat. DJ Mateo)
- 2015: Đuka Đuranović – U Mraku
- 2016: Luna – Bidermajer

### Mit Funky G
Alben
- 1994: Samo u Snu (MC, Zmex/MAT)
- 1995: Mi Smo Tu (PGP RTS, CentroScena)
- 1996: Budi Tu (CentroScena)
- 1997: Hej Ti
- 1998: Supersonic (Košava)
- 1999: Tebi (City Records)
- 2000: Dođe Mi Da... (City Records)
- 2001: Napraviću Lom
- 2002: Napravi Se Lud (City Records)
- 2005: Nedodirljiva (City Records)
- 2007: Osmi Smrtni Greh (City Records)
- 2008: Funky G (City Records)
- 2009: Pali Anđeo

Kompilationen
- 2000: Najveći Hitovi (CentroScena)
- 2003: The Best Off Funky G/94-03 (City Records)
- 2009: Retro Collection (City Records)

Singles (Auswahl)
- 1994: Samo u Snu
- 1999: Žao mi je, žao
- 1999: Dala bih sve (Original: Mustafa Sandal – Aya Benzer)
- 2002: Fatalan
- 2002: Napravi se lud
- 2002: Garavo (Original: Mustafa Sandal – Pazara Kadar)
- 2003: Gde Si Ti (Original: Sotis Volanis – Poso Mou Leipei)
- 2003: Ljuti Se, Ljuti (Original: Elli Kokkinou – Masai)
- 2003: Ja imam nekog (mit Deen)
- 2005: U tvojim kolima (mit Juice)
- 2005: Kaži
- 2008: Kafana na Balkanu
- 2008: Leti Leti (Original: Murat Boz – Uçurum)
- 2008: Upravo ostavljen (Original: Thelxi – Exeis Ta Matia)
- 2009: Pali Anđeo